# A Book of Mediterranean Food
A Book of Mediterranean Food è un libro di cucina di Elizabeth David del 1950, edito originariamente da John Lehmann e illustrato da John Minton.
Opera prima della scrittrice britannica, A Book of Mediterranean Food contribuì a rinnovare la cucina inglese dopo quel lungo periodo di austerità dovuta al razionamento alimentare causato dalla seconda guerra mondiale, proponendo uno stile alimentare a base di prodotti freschi. David scrisse l'opera basandosi sul bagaglio di esperienze accumulate nel corso dei suoi viaggi nei Paesi mediterranei (Francia, Italia e Grecia). I capitoli sono introdotti con citazioni di scrittori famosi.
Sebbene, all'epoca della sua uscita, molti ingredienti impiegati nelle ricette di A Book of Mediterranean Food fossero difficilmente reperibili, il libro divenne presto un punto di riferimento e lasciò dei segni indelebili nella cucina inglese.